# Południowe jota Akwarydy
Południowe jota Akwarydy (Południowe ι Akwarydy, SIA) – rój meteorów aktywny od 25 lipca do 15 sierpnia. Jego radiant znajduje się w gwiazdozbiorze Wodnika, w pobliżu gwiazdy ι Wodnika. Maksimum roju przypada na 4 sierpnia, jego aktywność jest określana jako średnia, a obfitość roju wynosi 2 meteory/h. Prędkość meteorów z roju wynosi 34 km/s.
Rój Południowych jota Akwaryd wchodzi w skład tzw. kompleksu Akwarydów – Kaprikornidów. Tworzy go kilka rojów z radiantami umiejscowionymi w gwiazdozbiorach Wodnika i Koziorożca: niewidoczne w Polsce Piscis Austrinidy (PAU) oraz Południowe delta Akwarydy (SDA), alfa Kaprikornidy (CAP), Południowe jota Akwarydy (SIA), Północne delta Akwarydy (NDA) i Północne jota Akwarydy (NIA) – według kolejności występowania.